# Justin Chatwin
Justin Chatwin (Nanaimo, 31 de octubre de 1982) es un actor canadiense. Entre algunas de sus actuaciones están sus papeles en La guerra de los mundos (2005),  The invisible (2007), Dragonball Evolution (2009) y Doctor Who.

## Biografía
Creció en su ciudad natal y, mientras estudiaba Comercio en la Universidad de Columbia Británica, decidió empezar a actuar profesionalmente.

## Carrera
Comenzó su carrera con anuncios y después apareció en la película dirigida por Steven Soderbergh Traffic (película de 2000) (2000) y al año siguiente en Josie and the pussycats (2001) y en la miniserie Taken (2002), de Steven Spielberg. 
Pero, su primer papel conocido fue el de hijo del protagonista de La guerra de los mundos (2005), remake dirigido por Spielberg y protagonizada por Tom Cruise. Por ello ganó el premio Interpretación revelación del año, que otorga Moveline Magazine. 
Ese mismo año se estrenó The Chumscrubber (2005), donde actuó junto a Ralph Fiennes y Glenn Close. También ha trabajado con Angelina Jolie y Ethan Hawke en Taking lives (2004). 
Unos de sus últimos trabajos cinematográficos fue Ridding the pine (2009) y la versión que protagonizó de Dragonball Evolution (2009).
Actuó en el piloto de la serie Weeds, protagonizada por Mary-Louise Parker y Elizabeth Perkins y en un capítulo de la tercera temporada de Lost.

## Vida personal
Chatwin reside actualmente en Baja California, México.
Chatwin es un defensor del estilo de vida nómada. Cuando no está trabajando en una película o un programa de televisión, siempre está de viaje, y afirma: "La anatomía de la inquietud es lo que me fascina. El instinto nómada lo llamaré. Y la necesidad de movimiento constante". En estos viajes le suele acompañar Ombú, un perro callejero uruguayo que adoptó en 2016.
Apasionado de los deportes extremos, Chatwin practicaba snowboard cuando vivía en Canadá, durante sus años de instituto. Le gusta la pesca submarina y la fotografía cinematográfica. Más recientemente, Chatwin ha desarrollado una pasión por la acampada en camión y la bicicleta de montaña.

## Filmografía
| Año       | Película/TV                   | Personaje                  | Notas               |
| --------- | ----------------------------- | -------------------------- | ------------------- |
| 2001      | Josie and the Pussycats       | Fan adolescente            |                     |
| 2002      | Taken                         | Clauson                    | Serie de televisión |
| 2004      | Taking Lives                  | Matt Soulsby               |                     |
| 2004      | Superbabies: Baby Geniuses 2  | Zack                       |                     |
| 2005      | The Chumscrubber              | Billy                      |                     |
| 2005      | La guerra de los mundos       | Robbie Ferrier             | Coprotagonista      |
| 2005      | Weeds                         | Josh Wilson                | Serie de televisión |
| 2006      | Perdidos                      | Edward F. "Eddie" Colburn  | Serie de televisión |
| 2007      | Invisible                     | Nick Powell                |                     |
| 2008      | Middle of Nowhere             | Ben Pretzler               |                     |
| 2009      | Dragonball Evolution          | Goku                       |                     |
| 2009      | Ridding the Pine              | Augie                      |                     |
| 2011-2015 | Shameless                     | Steve Wilton/Jimmy Lishman | Serie de televisión |
| 2015-2017 | Orphan Black                  | Jason Kellerman            | Serie de televisión |
| 2016      | American Gothic               | Cam Hawthorne              | Serie de televisión |
| 2016      | Doctor Who                    | Grant                      | Serie de televisión |
| 2016      | Urge                          | Jason                      |                     |
| 2016      | 1 Night                       |                            |                     |
| 2018      | In the Cloud                  | Halid 'Hale' Begovic       |                     |
| 2019      | Another Life (2019 TV series) |                            |                     |

## Premio y nominaciones
| Organizador                | Año  | Categoría              | Trabajo        | Resultado | Ref   |
| -------------------------- | ---- | ---------------------- | -------------- | --------- | ----- |
| Canadian Screen Awards     | 2015 | Mejor actor de reparto | Bang Bang Baby | Nominado  |       |
| Florence Film Awards       | 2022 | Mejor Actor            | The Walk       | Ganador   | [ 3 ] |
| London Movie Awards        | 2022 | Mejor Actor            | The Walk       | Ganador   | [ 4 ] |
| Moscow Indie Film Festival | 2022 | Mejor Actor            | The Walk       | Ganador   | [ 5 ] |
| New York Movie Awards      | 2022 | Mejor Actor            | The Walk       | Ganador   | [ 6 ] |
| Palm Springs               | 2022 | Mejor Actor            | The Walk       | Ganador   | [ 7 ] |
| Paris Film                 | 2022 | Mejor Actor            | The Walk       | Ganador   | [ 8 ] |
| Rome International Movie   | 2022 | Mejor Actor            | The Walk       | Ganador   | [ 9 ] |